# Vernehmlassung
Die Vernehmlassung (französisch Consultation, italienisch Consultazione), auch Vernehmlassungsverfahren genannt, ist zum einen eine Phase im Gesetzgebungsverfahren der Schweiz. Eine vergleichbare Phase existiert auch im Fürstentum Liechtenstein. Zum anderen bezeichnet es im staats- und verfassungsrechtlichen Beschwerdeverfahren die Möglichkeit für eine Verfahrenspartei, die Beschwerden und Positionsbezüge der Gegenparteien resp. der Vorinstanzen zu beurteilen.
In Deutschland entspricht dies im Ungefähren dem Planfeststellungsverfahren bei Bauvorhaben; in Österreich dem Einreichungsverfahren.

## Vernehmlassung im Gesetzgebungsprozess

### Verfahrensablauf
Bei der Vorbereitung jeder Verfassungsänderung, neuer Gesetzesbestimmungen, von wichtigen völkerrechtlichen Verträgen sowie anderen Vorhaben von grosser Tragweite werden die Kantone, die politischen Parteien und die interessierten Kreise (insbesondere Verbände) vom Bundesrat zur Stellungnahme eingeladen. Dies geschieht, indem die zuständige Stelle (in der Regel das zuständige Departement) einen Vorentwurf und dazu einen erläuternden Bericht veröffentlicht bzw. interessierten Kreisen zustellt. 
Der Vorentwurf und der erläuternde Bericht dazu werden oft nicht von der Regierung bzw. dem zuständigen Amt selber, sondern von einer von der Regierung oder vom Amt bestellten Expertenkommission ausgearbeitet. Eine solche Expertenkommission besteht aus Fachleuten aus den von der Vorlage betroffenen Gebieten.
Das Ziel ist, Fachwissen einzubringen und die Erfolgschancen des Projektes im weiteren Gesetzgebungsprozess abschätzen zu können. Insbesondere im Hinblick auf ein mögliches Referendum ist es in der Schweizer Politik wichtig, bei der Vernehmlassung alle wichtigen Interessengruppen zu konsultieren, um so genannte «referendumssichere» Vorlagen präsentieren zu können.
Auch wer nicht persönlich zum Vernehmlassungsverfahren eingeladen wird, kann sich zu einer Vorlage äussern, auch als Einzelperson. Gemäss Artikel 7 des betr. Gesetzes (siehe unter Weblinks) beträgt die Vernehmlassungsfrist drei Monate. Ausnahmen davon sind im selben Artikel 7 geregelt.
Die Antworten aller Vernehmlassungsteilnehmenden werden ausgewertet, bevor der Bundesrat die Eckwerte seiner Vorlage an die eidgenössischen Räte (das Parlament) festlegt. Diese beraten den Entwurf in Kenntnis der Vernehmlassungsergebnisse. Sie werden in der Botschaft des Bundesrates an das Parlament kurz zusammengefasst. In der Regel publizieren die zuständigen Bundesämter eine ausführlichere Zusammenfassung der Ergebnisse.
Hat auf dem Wege der parlamentarischen Initiative eine Kommission des Nationalrates oder des Ständerates eine Vorlage ausgearbeitet, so leitet nicht der Bundesrat, sondern diese Kommission das Vorverfahren der Gesetzgebung. Die Kommission eröffnet das Vernehmlassungsverfahren, wertet die Ergebnisse aus und fasst sie in ihrem Bericht an ihren Rat zusammen.
Die Vernehmlassungsunterlagen sind seit 2005 generell öffentlich zugänglich, die Zusammenfassungen der Ergebnisse sind es ab dem Zeitpunkt der Kenntnisnahme durch den Bundesrat bzw. durch die zuständige Kommission des Parlaments.

### Anhörungen
Für Vorhaben untergeordneter Bedeutung werden nach den gleichen Grundsätzen so genannte Anhörungen durchgeführt. Ihre Ergebnisse sind ebenfalls öffentlich.

## Vernehmlassung im staatsrechtlichen Beschwerdeverfahren
Wird in der Schweiz ein politischer Entscheid angefochten, so kann dies per Beschwerde bei der zuständigen Beschwerdeinstanz angestossen werden. Dabei erhalten die Beschwerdegegner jeweils die Möglichkeit, die Beschwerden selbst sowie (bei Weiterzug an höhere Instanzen) die Beurteilungen durch die beteiligten unteren Instanzen zu beurteilen; sie werden durch das Gericht «zur Vernehmlassung eingeladen». Dabei können die Parteien ihre Sicht der Dinge darlegen.

### Rechtsgrundlagen
- Artikel 147 der Bundesverfassung
- Bundesgesetz über das Vernehmlassungsverfahren, SR 172.061
- Verordnung über das Vernehmlassungsverfahren
- zur Entstehung des Vernehmlassungsgesetzes

### Sonstiges
- Informationen zur Neuregelung des Vernehmlassungsverfahrens 2005 (Memento vom 21. August 2006 im Internet Archive)
- Informationen zum Vernehmlassungsverfahren bei der schweizerischen Bundeskanzlei
- Laufende Vernehmlassungen
- Geplante Vernehmlassungen